# Headland (Alabama)
Headland je město na jihozápadě okresu Henry County ve státě Alabama. Se svoji rozlohou 78,5 km² je největším městem v tomto okresu. V roce 2020 zde žilo 4 973 obyvatel.